# Wünnewil-Flamatt
Wünnewil-Flamatt (toponimo tedesco; fino al 1973 Wünnewil) è un comune svizzero di 5 558 abitanti del Canton Friburgo, nel distretto della Sense.

## Storia
Nel 1977 ha inglobato Oberbösingen, la porzione orientale del territorio del comune limitrofo di Bösingen, con le frazioni di Amtmerswil, Bagiwil, Balsingen, Blumisberg e Staffels.

## Monumenti e luoghi d'interesse

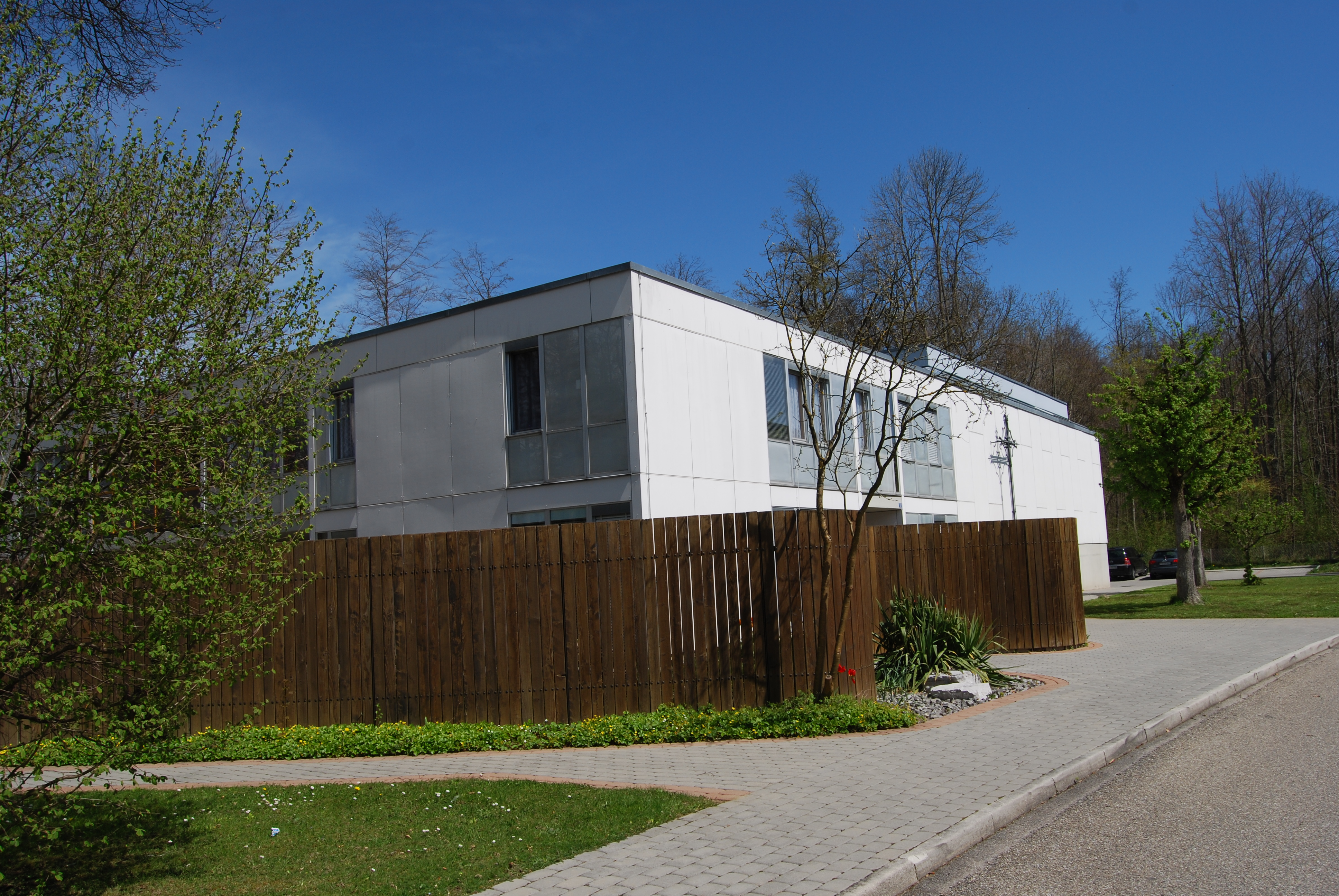
La chiesa cattolica dell'Annunciazione

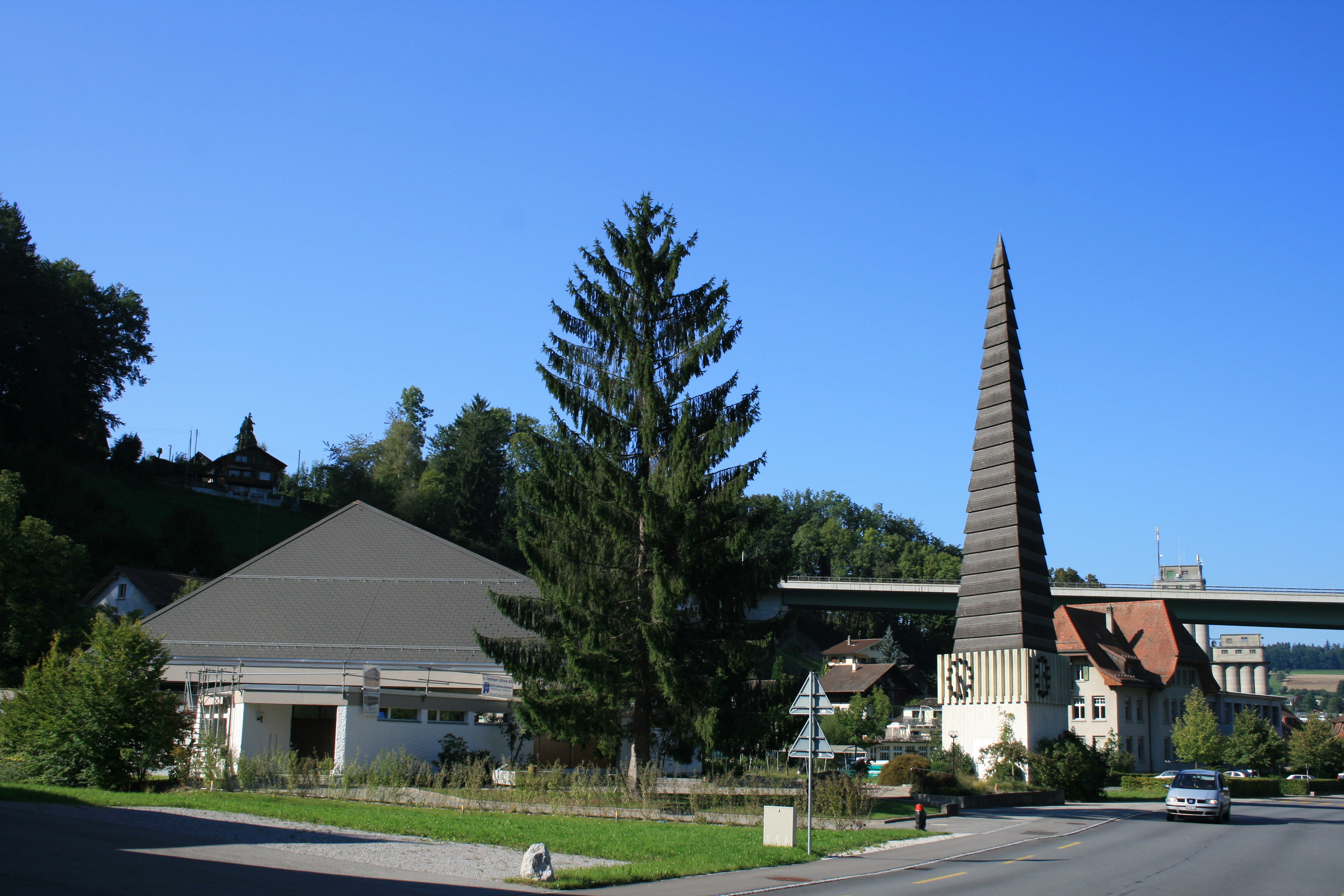
La chiesa riformata di Davide

- Chiesa cattolica dell'Annunciazione in località Wünnewil, eretta nel 1932-1933[1];
- Chiesa riformata di Davide in località Flamatt, eretta nel 1965[1].

## Società

### Evoluzione demografica
L'evoluzione demografica è riportata nella seguente tabella:
Abitanti censiti

## Geografia antropica

### Frazioni e quartieri
Le frazioni e i quartieri di Wünnewil-Flamatt sono:
- Dietisberg[senza fonte]
- Eggelried
- Elswil[senza fonte]
- Flamatt[4]
  - Sensebrücke
- Oberbösingen[2]
  - Amtmerswil
  -  Bagiwil
  -  Balsingen
  -  Blumisberg
  -  Staffels[senza fonte]
- Oberflamatt[senza fonte]
- Pfaffenholz[senza fonte]
- Wünnewil

## Infrastrutture e trasporti

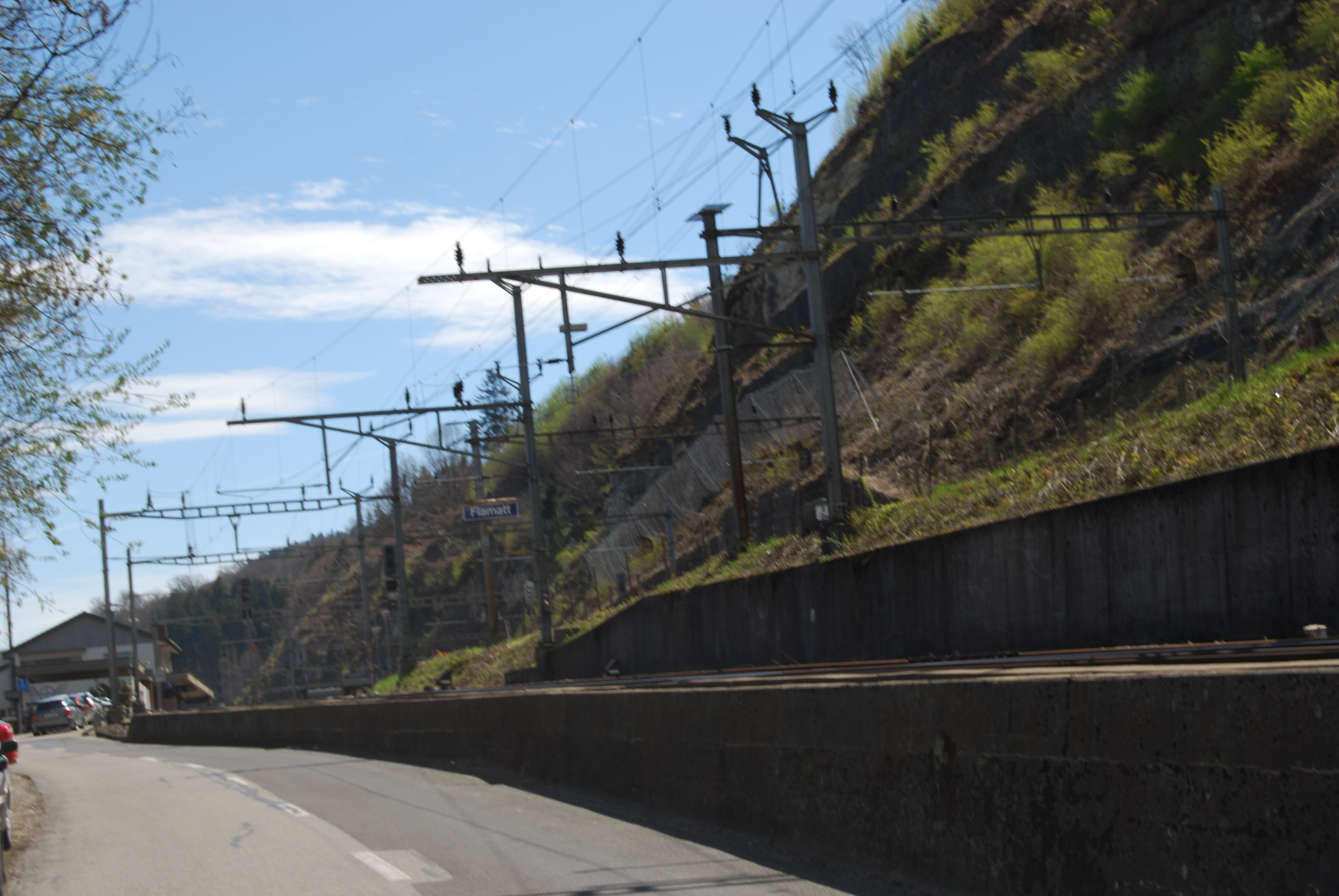
La stazione di Flamatt

Wünnewil-Flamatt è servito dalle stazioni di Flamatt, di Flamatt Dorf e di Wünnewil sulle ferrovie Losanna-Berna e Sensetalbahn.

## Amministrazione
Ogni famiglia originaria del luogo fa parte del comune patriziale che ha la responsabilità della manutenzione di ogni bene comune.